# Bredmo skjutbana
Bredmo skjutbana är en anläggning för sportskytte belaget på Bredmo hed i Lemland på Åland ca 21 km bilväg från Mariehamn. Bredmo är hem för Ålands Sportskytteförening och här utövas de flesta grenar inom sportskytte.